# E invece no/Canta appress'a nuje
E invece no/Canta appress'a nuje è il nono 45 giri del cantautore Edoardo Bennato, pubblicato nella primavera del 1981 dalla Dischi Ricordi.

## Descrizione
Dopo il grande successo dell'album Sono solo canzonette, Bennato spiazza pubblico e critica, dando alle stampe un 45 giri con materiale inedito (invece di un nuovo album, come ci si poteva aspettare), e raggiungendo la prima posizione delle classifiche.
Entrambi i brani erano stati presentati da Bennato in anteprima durante il tour del 1980.
Tra i musicisti è da segnalare Renato Gasparini, chitarrista degli Agorà.
Il lato A contiene una cover di una canzone di Ry Cooder, "Down in Hollywood", scritta dallo stesso Cooder e da Tim Drummond.
Bennato si autoironizza, raccontando i pensieri di un ragazzo che sogna di essere un cantautore di successo e di cantare le sue canzoni in uno stadio.
"E invece no" è stato pubblicato, insieme a "Nisida", nella versione CD dell'album Kaiwanna.
Canta appress'a nuje è uno ska in napoletano, ed è registrato dal vivo.
La canzone è stata inserita in una nuova versione nell'album dal vivo Edoardo Bennato Live! È Goal!.
La versione di questo 45 giri non è mai stata ristampata in nessun album.

## Tracce
LATO A
1. E invece no (testo: Edoardo Bennato – musica: Ry Cooder-Tim Drummond; edizioni musicali Cinquantacinque)

LATO B
1. Canta appress'a nuje (Edoardo Bennato; edizioni musicali Cinquantacinque)

## I musicisti
- Edoardo Bennato: voce, armonica a bocca e chitarra
- Mark Harris: tastiere
- Luciano Ninzatti: chitarra
- Enzo Avitabile: sax baritono e tenore
- Pier Michelatti: basso in "E invece no" - Rino Avitabile: basso in "Canta appress'a nuje"
- Paolo Donnarumma: basso
- Renato Gasparini: chitarra
- Tony Cercola: percussioni
- Ellade Bandini: batteria
- Michael Boxer: steel drums
- Silvio Pozzoli, Lella Esposito, Rossana Casale: cori